# Monstrillopsis igniterra
Monstrillopsis igniterra is een eenoogkreeftjessoort uit de familie van de Monstrillidae. De wetenschappelijke naam van de soort is voor het eerst geldig gepubliceerd in 2008 door Suárez-Morales, Ramírez & Derisio.